# Просування (маркетинг)
Просування (англ. promotion) — один з чотирьох елементів маркетинг-міксу, який забезпечує передачу споживачу певної інформації про товар, його переваги, сподіваючись на зворотній відгук у вигляді відвідання торгової точки, звернення до
консультанта-продавця чи врешті-решт акту купівлі.
Застосовується як синонім до поняття маркетингова комунікація (англ. marketing communication), який останнім часом отримав ширшого розповсюдження.
Зокрема, в бізнес-літературі іноді використовується словосполучення «просування на ринок», під яким розуміють процес виходу на ринок. Така багатозначність трактування терміна робить доцільнішим використання у фаховій літературі саме однозначно зрозумілого поняття «маркетингова комунікація», крім випадків коли пояснюється сутність концепції 4P, автор якої Джером Мак-Карті у 1960 р. у своїй книзі «Основи маркетингу» в популярній формі використав саме слово Promotion для визначення одного з її елементів.